# Praslin (Aube)
Praslin é uma comuna francesa na região administrativa de Grande Leste, no departamento de Aube. Estende-se por uma área de 11,98 km². Em 2010 a comuna tinha 90 habitantes (densidade: 7,5 hab./km²).